# シネブリチョフ
シネブリチョフ（フィンランド語: Oy Sinebrychoff Ab）はフィンランドのブルワリー、ソフトドリンク製造販売を行う企業。ヘルシンキで1819年に創業しており、フィンランド国内および北欧で現存するブルワリーとしては最古である。
1819年にロシア人商人のニコライ・シネブリチョフ（露: Николай Петрович Синебрюхов）によってヘルシンキで創業された。後に全ての醸造所をケラヴァに移転している。
1999年末に経営権がカールスバーグに移転している。

## 主な製品
- カルフ (ビール)